# Barra do Rio Azul
Barra do Rio Azul este un oraș în Rio Grande do Sul (RS), Brazilia.